# BAC Jet Provost
BAC Jet Provost (ban đầu do Hunting Percival chế tạo) là một mẫu máy bay huấn luyện động cơ phản lực của Anh, được Không quân Hoàng gia (RAF) sử dụng từ 1955 tới 1993.

## Biến thể
| Kiểu              | Số lượng chế tạo | Hãng chế tạo     |  |
| ----------------- | ---------------- | ---------------- |  |
| Jet Provost T1    | 12               | Hunting Percival |  |
| Jet Provost T2    | 4                | Hunting Percival |  |
| Jet Provost T3    | 201              | Hunting Aircraft |  |
| Jet Provost T3A   | (70)             | Hunting          |  |
| Jet Provost T4    | 198              | BAC              |  |
| Jet Provost T5    | 110              | BAC              |  |
| Jet Provost T5A   | (94)             | BAC              |  |
| (Jet Provost T5B) | (13)             | BAC              |  |
| Jet Provost T51   | 22               | Hunting Aircraft |  |
| Jet Provost T52   | 43               | BAC              |  |
| Jet Provost T55   | 5                | BAC              |  |
| BAC Strikemaster  | 146              | BAC              |  |

## Quốc gia sử dụng

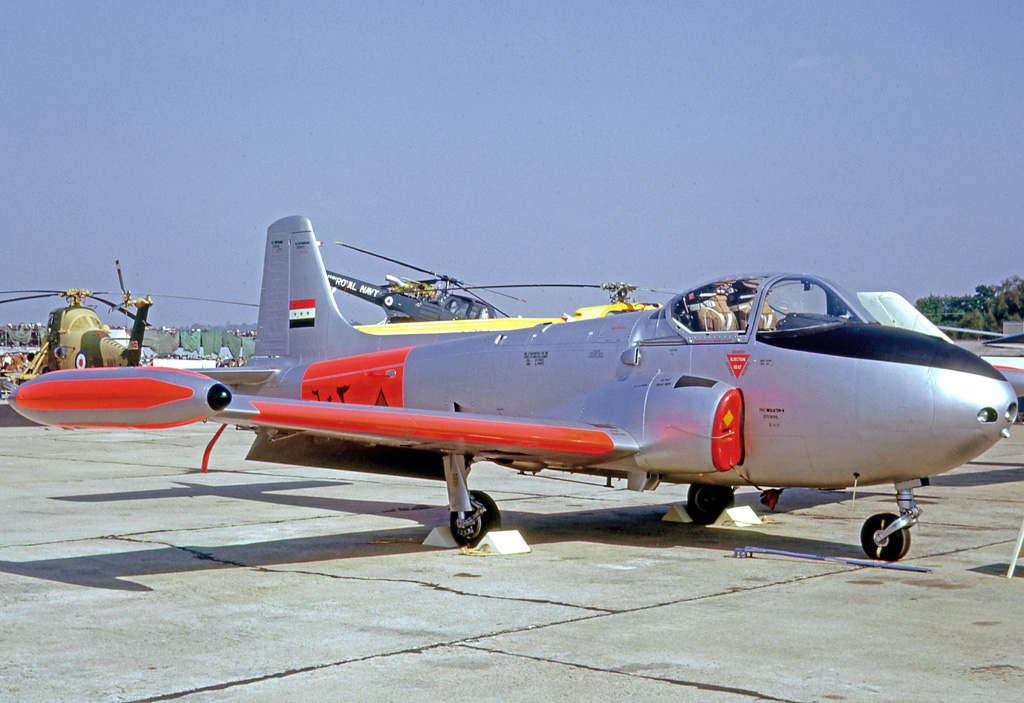
Hunting Jet Provost, Không quân Iraq

Úc
- Không quân Hoàng gia Australia

 Ceylon
- Không quân Hoàng gia Ceylon

 Iraq
- Không quân Iraq

 Kuwait
- Không quân Kuwait

 Bồ Đào Nha
- Không quân Bồ Đào Nha

 Singapore
- Không quân Cộng hòa Singapore

 South Yemen
- Không quân Nam Yemen

 Sudan
- Không quân Sudan

 Anh Quốc
- Không quân Hoàng gia

 Venezuela
- Không quân Venezuela

## Tính năng kỹ chiến thuậts (T Mk. 5)
Dữ liệu lấy từ Jane's All The World's Aircraft 1971-72 
Đặc điểm tổng quát
- Tổ lái: 2
- Chiều dài: 34 ft 0 in (10,36 m)
- Sải cánh: 35 ft 4 in (10,77 m)
- Chiều cao: 10 ft 2 in (3,10 m)
- Diện tích cánh: 213,7 ft² (19,80 m²)
- Trọng lượng rỗng: 4.888 lb [2] (2.222 kg)
- Trọng lượng có tải: 6.989 lb (3.170 kg)
- Trọng lượng cất cánh tối đa: 9.200 lb (4.173 kg)
- Động cơ: 1 × Armstrong Siddeley Viper Mk-202 , 2.500 lbf (11,1 kN)

 Hiệu suất bay 
- Vận tốc cực đại: 440 mph (382 knot, 708 km/h) trên độ cao 25.000 ft (7.620 m)
- Tầm bay: 900 mi [3] (780 hải lý, 1.450 km)
- Trần bay: 36.750 ft (11.200 m)
- Vận tốc leo cao: 4.000 ft/phút (20,3 m/s)
- Tải trên cánh: 32,7 lb/ft² (160 kg/m²)

Trang bị vũ khí

- Súng: 2× súng máy (Mark 55) 0.303 in (7,7 mm)
- Rocket: 

  - 6× 60 lb (27 kg) hoặc
  - 12× 25 lb (11 kg) hoặc
  - 28x rocket 68 mm SNEB
- Bom: 

  - 4× 540 lb (245 kg)